# Loivos e Póvoa de Agrações
Loivos e Póvoa de Agrações (llamada oficialmente União das Freguesias de Loivos e Póvoa de Agrações) es una freguesia portuguesa del municipio de Chaves, distrito de Vila Real.

## Historia
Fue creada el 28 de enero de 2013 en aplicación de una resolución de la Asamblea de la República de Portugal promulgada el 16 de enero de 2013 con la unión de las freguesias de Loivos y Póvoa de Agrações, pasando su sede a estar situada en la antigua freguesia de Loivos.

## Demografía
| Gráfica de evolución demográfica de Loivos e Póvoa de Agrações entre 2011 y 2021 |
|                                                                                  |
| Datos según el nomenclátor publicado por el INE portugués.                       |